# Ласло Чех
Ласло Чех (роден на 3 декември 1985 г. в Халастелек, Унгария) е четирикратен олимпийски шампион по плуване.

## Биография
Ласло Чех се състезава от много ранна възраст и е спечелил много унгарски турнири по плуване. Състезава се за спортен клуб Кьобаня, трениран от Дьорд Тури и Золтан Немеш. Чех е от еврейски призход.